# Traktoristi (film)
Traktoristi (Трактористы) je sovjetski crno-bijeli filmski mjuzikl snimljen 1939. u režiji Ivana Pirijeva. Protagonist, koga glumi Nikolaj Krjučkov, je bivši pripadnik Crvene armije i veteran kratkog sukoba s Japancima koji se dobrovoljno javlja u službu na kolhozu gdje ga intrigira tamošnja radnica (čiji lik tumači Marina Ladljinjina). Traktoristi su, usprkos inzistiranja na socrealizmu i idealističkom prikazu života u tadašnjem ruralnom SSSR-u, postigli veliki uspjeh, što se prije svega tumači dopadljivom muzičkom podlogom. Film se često navodi i kao dio nastojanja sovjetske državne propagande da narod pripremi za eventualni predstojeći sukob. Dvije pjesme - Tri tankista i Marš sovjetskih tenkista - su postale evergrinovi, odnosno dan-danas služe kao neslužbena himna ruskih oklopnih snaga. Za vrijeme Nikite Hruščova je film cenzuriran, odnosno isječene su i premontirane sve scene u kojima se eskplicitno veliča Staljin. Publika je originalnu verziju mogla vidjeti tek nakon propasti SSSR-a.

## Vanjske poveznice
- «Трактористы»  Arhivirana inačica izvorne stranice od 2. travnja 2015. (Wayback Machine) в онлайн-кинотеатре «Мосфильма»
- Национальный кинопортал Film.ru  Arhivirana inačica izvorne stranice od 9. ožujka 2021. (Wayback Machine)